# Арним, Фридрих Сикст фон
Фридрих Сикст фон Арним (нем. Friedrich Sixt von Armin; 27 ноября 1851, Вецлар — 30 сентября 1936 или 1 октября 1936, Магдебург, Бранденбург) — германский военный деятель. Участвовал во Франко-прусской войны и Первой мировой войне. В Первой мировой войне участвовал во многих сражениях на Западном фронте, в том числе в битвах при Пашендейле и на Лисе.

## Ранний период жизни
Родился в Вецларе, эксклаве Рейнской провинции Пруссии. После окончания школы в 1870 году поступил кадетом в 4-й гренадерский гвардейский полк и был тяжело ранен во время Франко-прусской войны в битве при Сен-Прива — Гравелоте. Награжден Железным крестом второй степени и ему было присвоено звание лейтенанта. Впоследствии служил адъютантом полка, а также занимал другие должности в штабе полка. В 1900 году получил звание оберста и стал командующим 55-м пехотным полком. В следующем году был назначен начальником штаба гвардейского корпуса. В 1903 году получил звание генерал-майора и генерал-лейтенанта в 1906 году. После периода службы в генеральном штабе в 1908 году был назначен командиром 13-й дивизии, дислоцированной в Мюнстере. В 1911 году сменил Пауля фон Гинденбурга на посту командира IV корпуса в Магдебурге, а в 1913 году получил звание генерала.

### Семья
Женился 11 июня 1882 года на Кларе Полине Огюст фон Фойгтс-Ретц, родившейся в октябре 1859 года в Берлине. Она была дочерью прусского генерала Юлиуса фон Фойгтс-Ретца. Его сын Ганс-Генрих также сделал военную карьеру: в звании генерал-лейтенанта попал в плен в 1942 году во время Второй мировой войны и умер в СССР в 1952 году.

## Первая мировая война
В начале Первой мировой войны IV корпус входил в состав 1-й армии на Западном фронте, участвовал в окопной войне, определившей первые годы конфликта. За участие в боевых действиях на Западном фронте, особенно в Аррасе и на Сомме, в 1916 году был награжден орденом Pour le Mérite. В следующем году был назначен командующим 4-й армией, а также занимал должность главнокомандующего в регион Фландрия. За время его пребывания на посту командующего 4-я армия выдержала несколько атак британских и французских армий, в частности, битву при Пашендейле. За свою службу в качестве командира был награжден орденом Чёрного орла, а также дубовыми листьями к Pour le Mérite. Командовал 4-й армией во время весеннего наступления 1918 года. 25 апреля 1918 года его войска захватили Кеммельберг, хотя позже они были вынуждены отступить к оборонительной линии Антверпен-Маас. С подписанием Компьенского перемирия 11 ноября 1918 года принял командование группой армий «А» и вернулся в Германию, где после демобилизации своих войск подал в отставку.

## Жизнь после войны
После окончания Первой мировой войны жил в Магдебурге (провинция Саксония), где был популярным оратором и часто появлялся на публичных мероприятиях. Скончался в 1936 году, похоронен со всеми воинскими почестями.